# Kirvan Fortuin
Kirvan Fortuin (Macassar, Sudáfrica, 10 de agosto de 1991 - 13 de junio de 2020) fue un bailarín, coreógrafo y activista LGBT sudafricano.

## Biografía
Nacido en Macassar, se unió a Cape Whalers Field Band en 2002, lo que despertó su interés en la danza. Comenzó su formación formal en danza en la Universidad de Ciudad del Cabo en 2010, estudiando danza clásica, danza contemporánea, danza africana y otras formas de danza. Calificó con un diploma de profesor de danza en 2012 y actuó ese año en el Festival Internacional de Escuelas de Teatro en Ámsterdam, Países Bajos. Recibió un BMus (Hons) en coreografía de la Universidad de Ciudad del Cabo, y una Licenciatura en Danza de la Universidad de las Artes de Codarts en Róterdam.
Coreografió obras para el Ballet de Ciudad del Cabo, Dance Umbrella Johannesburg, Vrystaat Kunstefees, Artscape Theater Center, Suidoosterfees, Afrovibes NL & SA y Afrikaanse Kultuurfees. Fundó House of Cape Town, el primer ballroom de Sudáfrica, en 2017.
Como activista LGBTQI, Fortuin organizó la primera Vogue Ball de África en el Día Mundial del SIDA para crear conciencia y financiar a la comunidad LGBTQI + afectada por el VIH.

## Carrera
En 2012, recibió la Mejor Producción Internacional (Premio Invitado) en el Festival Internacional de Escuelas de Teatro de Ámsterdam.
La Universidad de Ciudad del Cabo lo reconoció con un premio al Logro meritorio en las artes escénicas y creativas en 2012. De 2014 a 2015, Fortuin fue reconocido por la fundación de Krisztina de Chatel, Stichting Imperium, y recibió un estipendio de la organización. Recibió el Premio de Danza a la Danza Moderna de la Fundación Pierino Ambrosoli en Zúrich. En 2019, Fortuin recibió el Premio Ministerial de Contribución Sobresaliente para la Preservación y Promoción de una Forma de Arte Indígena del Gobierno del Cabo Occidental.

## Muerte
Fortuin fue apuñalado fatalmente el 13 de junio de 2020 en su ciudad natal de Macassar. Una niña de catorce años fue arrestada en relación con su muerte.

## Filmografía
- An Aborted Beginning
- Loud Silence: In The Memory of Her Mind
- Kirby K
- When They Leave
- Tussen Niks en Nêrens
- After 9
- Stille Water
- Abashante![7]
- Nomvula
- Rite: Ndinyindoda siyaya...[7]
- Silver & Gold (You&I)[8]
- In Your Hands
- Katrina Die Dansende Taal[9]